# Concession française de Hankou
La concession française de Hankéou ou Hankou (chinois : 汉口法租界 ; pinyin : hànkǒu fǎzūjiè), dans l'actuelle ville de Wuhan, province de Hubei, en Chine continentale est un territoire chinois qui fut sous administration française de 1896 à 1943 dans la ville de Hankou.   
La superficie du territoire était de cinq kilomètres carrés.  
La concession française possédait un consulat, qui a vu passer Paul Claudel en 1897, une église, un hôtel municipal, un commissariat de police et une succursale de la Banque d'Indochine.  
En 1904, il y avait 599 habitants ; en 1939, plus de 33 450, en majorité chinois. Les Français ne seront jamais plus de 70.  
Il y avait d'autres Européens, surtout des Britanniques avec leur propre concession jusqu'en 1927, des Italiens, et des Allemands avec leur concession, ainsi que de nombreux Américains. 

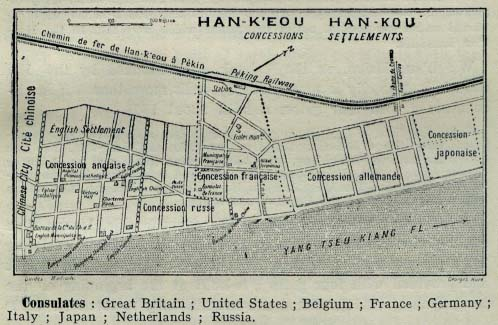
Plan de la concession étrangères à Hankou en 1912.

## Liste des consuls et personnalités françaises y ayant vécu
- Frédéric Haas (consul)
- Joël Mesny, médecin de marine, décédé à Hankou en 1932 ; un monument en son honneur y fut érigé en 1933.